# L'Oreille
Pour les articles homonymes, voir Oreille (homonymie).
L'Oreille (Ucho) est un film tchécoslovaque réalisé par Karel Kachyňa, sorti en 1970.
Le film est fréquemment comparé à la pièce Qui a peur de Virginia Woolf ?, et donc aussi au film tiré de la pièce. Le film a été interdit de projection en Tchécoslovaquie par le parti communiste, alors au pouvoir, et n'y est sorti qu'en 1989, après les premières élections démocratiques que le pays a connues depuis plus de quarante ans.
Le Macédonien Ivo Trajkov en réalise un remake, Honey Night (en macédonien : Медена ноќ), en 2015.

## Synopsis
Ludvik, vice-ministre du régime communiste au pouvoir à Prague, et sa femme Anna, une alcoolique, rentrent éméchés après avoir assisté à une réception du parti où ils ont appris la déchéance du ministre de tutelle. Ils se rendent compte que leur maison a été cambriolée. Les clés de leur seconde résidence ont disparu, ils sont sans courant électrique et la ligne téléphonique est coupée. Cela les porte à croire qu'ils sont sous la surveillance de leur propre gouvernement. Au fur et à mesure que la nuit avance, les défauts de leur mariage apparaissent.

## Fiche technique
- Titre : L'Oreille
- Titre original : Ucho
- Réalisation : Karel Kachyňa
- Scénario : Karel Kachyňa, Jan Procházka
- Production : Karel Vejřík (Studios Barrandov)
- Musique : Svatopluk Havelka (en)
- Directeur de la photographie : Josef Illík
- Monteur : Miroslav Hájek
- Distribution : International Film Exchange
- Durée : 94 minutes
- Pays de production :  Tchécoslovaquie
- Format : noir et blanc
- Langue : tchèque
- Date de sortie : 
  - États-Unis : 25 mars 1992

## Distribution
- Radoslav Brzobohatý (en) : Ludvík
- Jiřina Bohdalová : Anna
- Jiří Císler
- Miroslav Holub
- Milica Kolofiková

## Récompenses et distinctions
- En 1990, le film a été présenté en sélection officielle en compétition au Festival de Cannes et a également remporté le Golden Kingfisher au festival du film de Pilsen.